# Hana Jonášová
Hana Jonášová (* 1966) je česká sopranistka, dcera sopranistky Jany Jonášové.

## Umělecký profil
Je absolventkou Hudební fakulty pražské Akademie múzických umění u své matky, doc. Jany Jonášové. Již během studia se stala členkou Severočeského divadla v Ústí nad Labem, kde ztvárnila řadu rolí.
Spolupracuje také s Českou televizí a rozhlasem, Supraphonem a dalšími nahrávacími společnostmi.
V současné době je členkou Státní opery Praha a působí na scéně Národního divadla. Mimo operního zpěvu se věnuje také interpretaci písňové, oratorní a kantátové tvorby.
Na festivalu Zlatá Praha získala 2. cenu za účinkování v opeře Bohuslava Martinů Slzy nože.

## Spolupráce sorchestry
- Symfonický orchestr hl. m. Prahy FOK
- Filharmonie Brno
- Pražská komorní filharmonie
- Barocco sempre giovane
- Královský orchestr Liverpool